# Valdemeca
Valdemeca är en kommun i Spanien.   Den ligger i provinsen Provincia de Cuenca och regionen Kastilien-La Mancha, i den centrala delen av landet, 170 km öster om huvudstaden Madrid.